# 내 몸에 주인은 없다
"내 몸에 주인은 없다"는 한국에서 제작된 최경섭 감독의 1966년 영화이다. 강신성일 등이 주연으로 출연하였고 홍의선 등이 제작에 참여하였다.

## 출연

### 주연
- 강신성일
- 허장강
- 강문

## 기타
- 조명: 이현우
- 미술: 홍명기